# Dolichopus antennata
Dolichopus antennata är en tvåvingeart som först beskrevs av Vanschuytbroeck 1951.  Dolichopus antennata ingår i släktet Dolichopus och familjen styltflugor.
Artens utbredningsområde är Kongo. Inga underarter finns listade i Catalogue of Life.